# Podistera macounii
Podistera macounii là một loài thực vật có hoa trong họ Hoa tán. Loài này được (J.M. Coult. & Rose) Mathias & Constance miêu tả khoa học đầu tiên năm 1942.